# River Wonders
River Wonders, voorheen bekend als de River Safari, is een dierentuin in Singapore. Het park is onderdeel van de Mandai Wildlife Group, een organisatie die ook de Singapore zoo, Night Safari en Jurong birdpark omvat. River Wonders is een aquatische dierentuin dat zich focust op dieren uit zoetwatergebieden. Het opende zijn deuren voor het publiek op 28 februari 2014 als vierde dierentuin in Singapore. Het is de eerste en enige dierentuin met het thema rivieren in Azië. River Wonders is zo'n 12 hectare groot.

## Constructie
De plannen voor een park met vissen en zoetwaterdieren als thema kreeg vorm in 2007. Het project werd publiekelijk bekend gemaakt op 11 februari 2009 met de verwachting dat de bouw klaar zou zijn rond 2011. Het oorspronkelijke budget was 140 miljoen Singaporese dollar. Er werd gedoeld op zo'n 750.000 bezoekers per jaar. Constructiekosten bleken echter het budget te overschrijden met zo'n 20 miljoen Singaporese dollar in 2010. Hierna werd gemikt op zo'n 820.000 bezoekers per jaar. Bij het jaar van opening bezochten zo'n 1,1 miljoen bezoekers het park.
Het park is 12 hectare groot en is gelegen tussen de Singapore zoo en de Night Safari. Het afgelegen Jurong bird park zal binnen een toekomstig constructieplan ook verplaatst worden naar dit gebied. Het geheel van deze dierentuinen staat bekend als de Mandai Wildlife Group. Een vijfde park onder de naam Rainforest Wild zal ook deel uitmaken van de collectie.
Van de opening tot 13 oktober 2021 stond de dierentuin bekend als River Safari Singapore. Met de grootschalige veranderingen binnen de Mandai Wildlife Group kreeg het park echter een nieuwe naam en logo als River Wonders.

## Attracties
De dierentuin is opgedeeld in verschillende themagebieden. De belangrijkste en tevens bekendste attractie is de Amazon River Quest, dit is een boottocht dat bezoekers langs meerdere dierenverblijven brengt. De volgende 10 thema's delen het park op:
| Themagebied           | Beschrijving |
| --------------------- | --- |
| River Gems            | Hier kan de bezoeker kleinere vissoorten aantreffen die bekend zijn binnen de aquariumhobby. Tetra's, goerami's, etc. kunnen hier worden bewonderd. |
| Congo River           | Binnen dit gebied ligt de focus op soorten uit Afrika en de rivier de Kongo. Soorten zoals de breedvoorhoofdkrokodil en tijgervissen zijn hier zichtbaar. Dit themagebied heeft meerdere grote aquariums. Ook is er een aquariumtank voorzien voor vissen uit het bekende Tanganyikameer. |
| Nile River            | Aanvullende aquaria voor Afrikaanse vissen. |
| Ganges River          | Bij dit gebied staat de Ganges-rivier in India centraal. De belangrijkste bewoners hier is een groep gavialen, een ernstig bedreigde krokodilachtige. |
| Mary River            | De Mary River is een rivier in Australië. Hier kunnen we dus diersoorten uit dit gebied aantreffen. Voorbeelden hiervan zijn longvissen, schuttersvissen en slijkspringers. |
| Mekong River          | Hier kan de bezoeker een zeer groot aquarium aantreffen met vissen uit de Mekong. Dit aquarium is de tweede grootste in het park en huisvest honderden grote vissoorten zoals de Mekong-reuzenmeerval en reuzenzoetwaterpijlstaartrog. Verder kan de bezoeker in dit themagebied ook enkele vogelsoorten aantreffen. |
| Yangtze River         | De Yangtze is de langste rivier uit Azië. De bezoeker vindt hier verblijven voor Chinese reuzensalamanders, Chinese alligators en steuren. |
| Giant Panda Forest    | Hier treft de bezoeker het grootste pandaverblijf in Azië aan. Met zo'n 1500 m² worden hier zowel rode panda's als reuzenpanda's aan het publiek getoond. Deze laatste zijn de grootste publiektrekkers in het park. De reuzenpanda's hebben ook reeds gekweekt. |
| Amazon River Quest    | Om bij dit deel van het park te komen steekt de bezoeker een groot meer over via een landbrug. De Amazon river Quest is een boottocht langs meerdere dierenverblijven voor Zuid-Amerikaanse diersoorten. Voor deze attractie betaald de bezoeker extra bovenop de inkomprijs. Dieren die zichtbaar zijn tijdens de bootvaart zijn onder andere jaguars, tapirs, reuzenmiereneters, flamingo's en meerdere soorten apen waaronder de Guyanabrulaap, die niet in andere dierentuinen buiten Zuid-Amerika te zien is. De rit duurt zo'n 10 minuten. De wandelende bezoeker kan ook enkele dieren aantreffen in dit themagebied, waaronder een doorloopverblijf met doodshoofdaapjes. |
| Amazon Flooded Forest | In het laatste themagebied zien we de onderwaterwereld van Zuid-Amerika. De grootste attractie hier is een zeer groot aquarium met lamantijnen, arapaima's en andere vissen in het thema van een ondergelopen woud. Dit is het grootste aquarium van de dierentuin. Verder in dit themagebied kan men ook piranha's, reuzenotters en meer aantreffen. |

## Collectie
River Wonders heeft een grote collectie dieren voor zijn oppervlakte. De collectie omvat zo'n 240 soorten verdeeld over 7500 dieren. De focus ligt op dieren die gelinkt zijn aan zoetwater over heel de wereld. Dieren uit Afrika, Azië, Zuid-Amerika en Oceanië zijn te bezichtigen. De grootste publiektrekkers zijn de grote groep lamantijnen en reuzenpanda's.
Het park wordt vaak gecombineerd met het naastgelegen Night Safari dat enkel in de avond open is voor publiek.

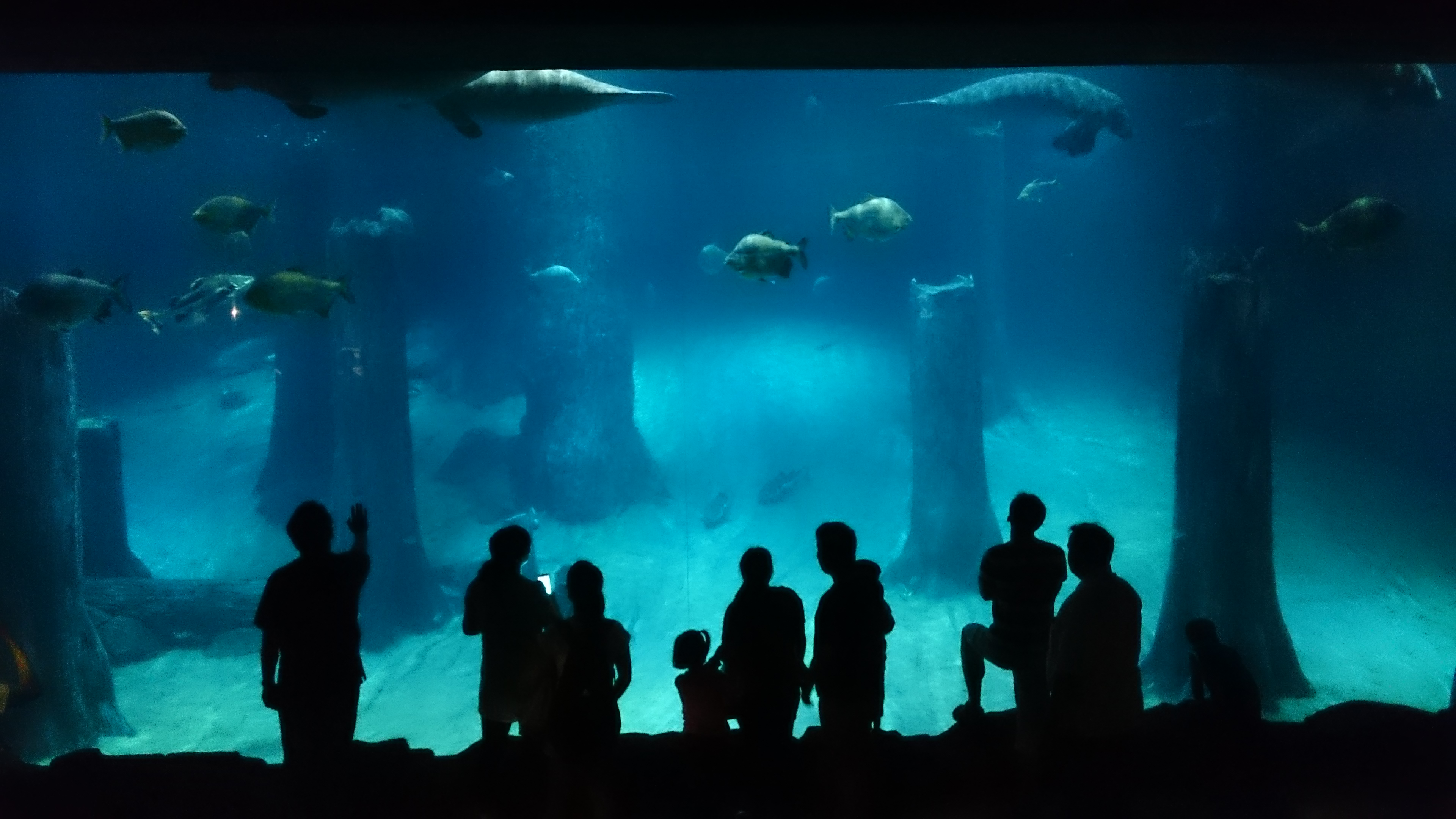
Amazon Flooded Forest
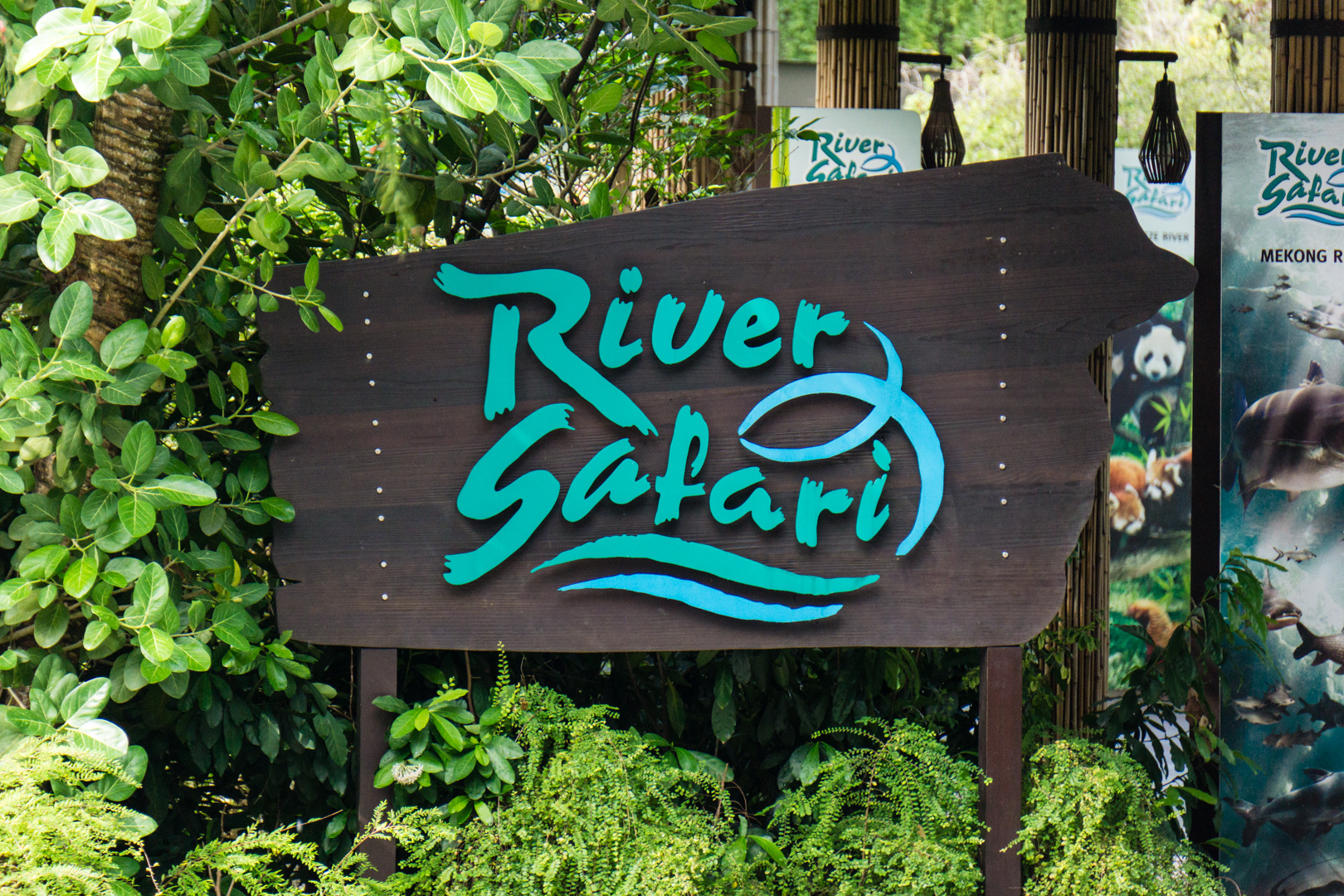
Het voormalige logo dat tot 2021 dienst deed.
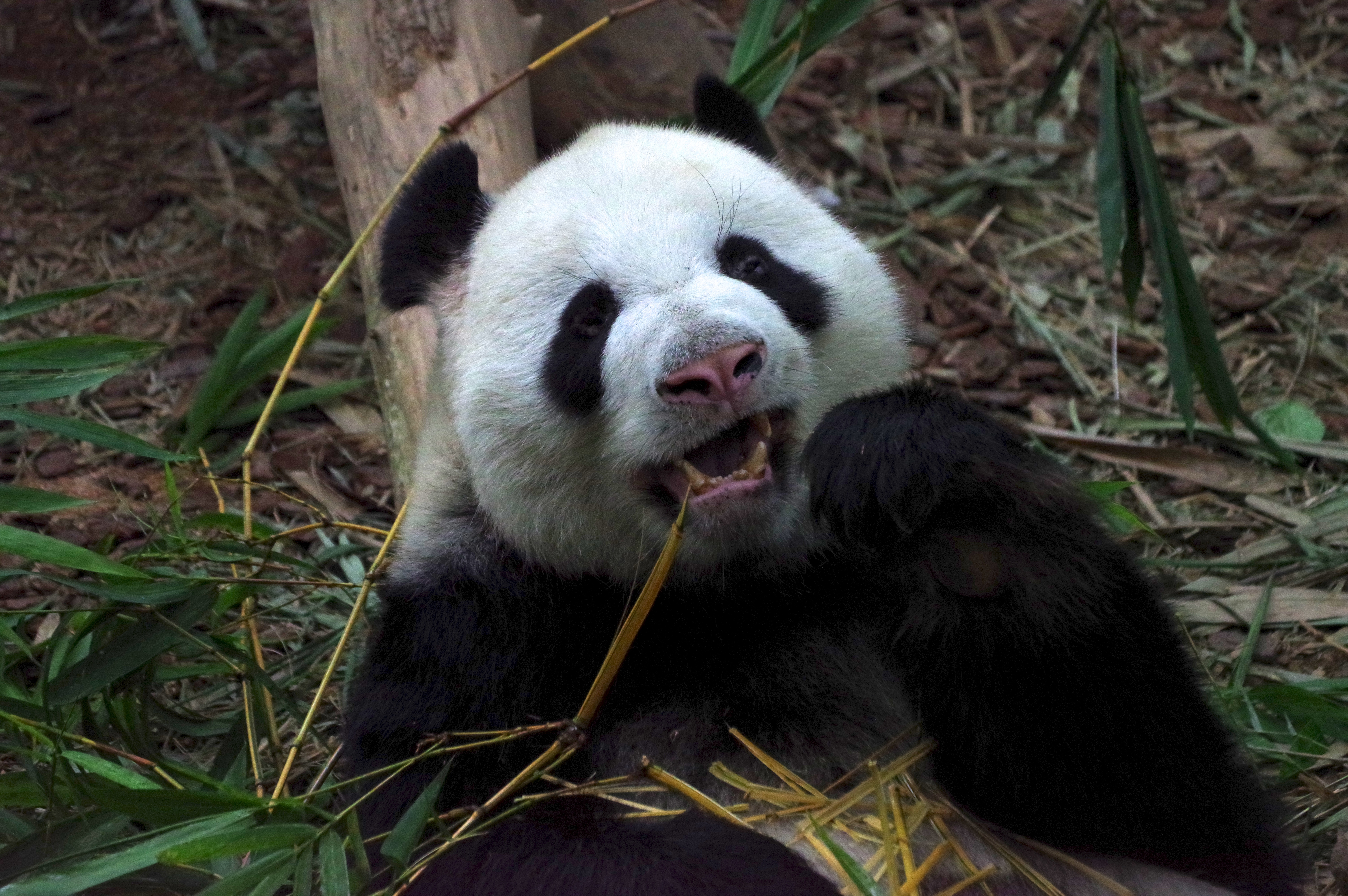
Reuzenpanda
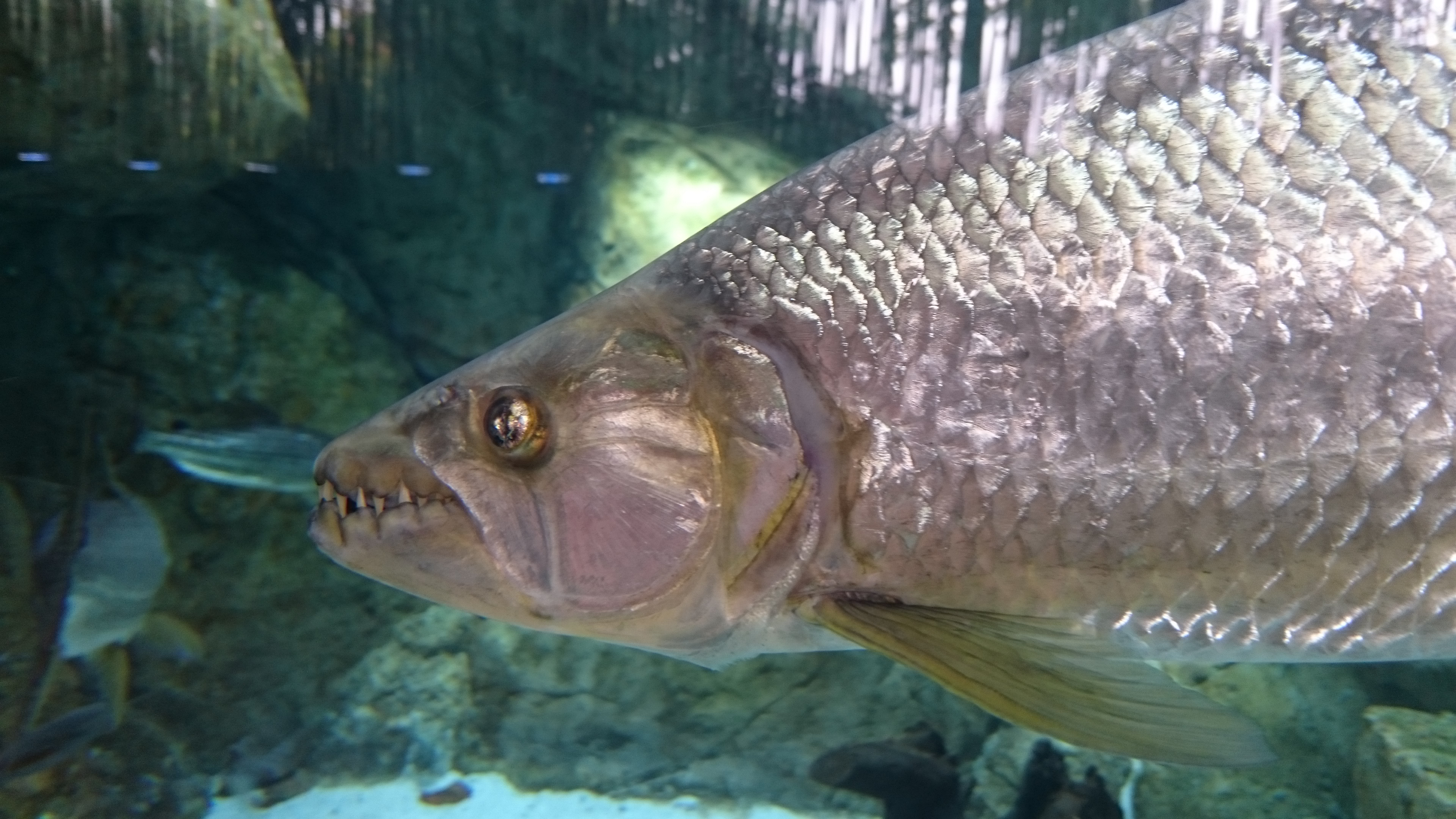
Tijgervis